# Gröbming
Gröbming est une commune autrichienne du district de Liezen en Styrie.

## Histoire

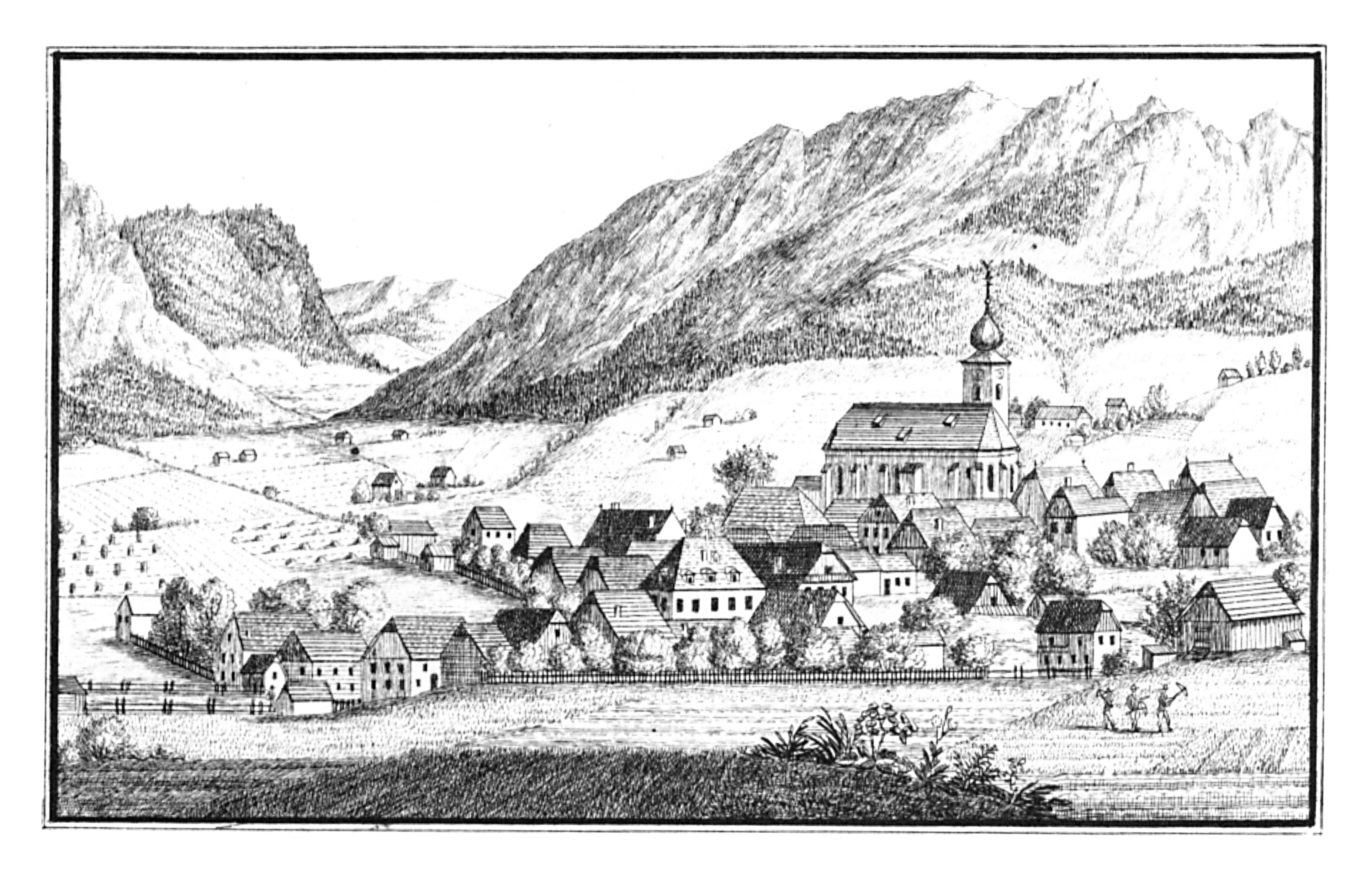
Gröbming,1830